# Чомба, Сьюзан
Сьюзан Чомба (Susan Chomba) — кенийская учёная и защитница окружающей среды, директор Института мировых ресурсов.

## Биография
Чомба выросла в бедности в округе Кириньяга. В основном её воспитывала бабушка, поскольку её мать, одиночка, вечно работала: выращивала перец и французскую фасоль на небольшом участке земли, принадлежавшем сводному дяде, создала фермерский кооператив.
Когда Чомбе было девять лет, местная школа-интернат отказала ей в учёбе из-за её бедности, поэтому она поступила в другую, расположенную дальше, в Западной Кении. Когда её мать больше не могла позволить себе отправлять её и туда, Чомба вернулась в Кириньягу, чтобы посещать провинциальную среднюю школу. Каждому ученику школы был выделен участок земли для ведения сельского хозяйства. Чомба экспериментировала с органическим сельским хозяйством, выращивая капусту, которая была бы способна противостоять холодному климату.
Хотя Чомба надеялась изучать право или экономику сельского хозяйства, её направили на курс лесного хозяйства в Университете Мои. На третьем курсе, посещая занятия по агролесоводству, она нашла свое призвание.
Чомба присоединилась к Международному центру исследований в области агролесоводства, где участвовала в программе Regreening Africa, программе восстановления земель в восьми странах, в рамках которой был восстановлен миллион гектаров деградированных земель Африки.
Чомба была членом первой группы, получившей двойную европейскую степень магистра в области устойчивого тропического лесного хозяйства Бангорского университета и Копенгагенского университета. Она завершила полевые исследования в Танзании и продолжила работать над докторской степенью по управлению лесами в Копенгагенском университете.
В 2021 году Чомба присоединилась к Институту мировых ресурсов в качестве директора отдела жизненно важных ландшафтов Африки, где она возглавляет работу по теме «Леса, продовольственные системы и люди». Она также является глобальным послом «Гонки к нулю» и «Гонки к устойчивости» в рамках программы ООН «Чемпионы высокого уровня по борьбе с изменением климата».

## Награды
- Премия Питера Генри для аспирантов лесного хозяйства, первый лауреат, Бангорский университет
- 2016: 16 женщин, восстанавливающих Землю, Глобальный форум ландшафтов[5]
- 2022 год: 25 женщин, формирующих действия по борьбе с изменением климата во всем мире, Greenbiz[9][10]
- 2023: 100 женщин Би-би-си[3]